# Sülm
Sülm là một đô thị ở huyện Bitburg-Prüm, trong bang Rheinland-Pfalz, phía tây nước Đức. Đô thị Sülm có diện tích 7,05 km², dân số thời điểm ngày 31 tháng 12 năm 2006 là 457 người.